# Christiana vescoana
Christiana vescoana är en malvaväxtart som först beskrevs av Henri Ernest Baillon, och fick sitt nu gällande namn av K. Kubitzki. Christiana vescoana ingår i släktet Christiana och familjen malvaväxter. Inga underarter finns listade i Catalogue of Life.